# Rio Găvan (Olt)
O Rio Gavan é um rio da Romênia, afluente do Olt, localizado no distrito de Braşov.